# 12380 Sciascia
12380 Sciascia eller 1994 PB14 är en asteroid i huvudbältet som upptäcktes den 10 augusti 1994 av den belgiske astronomen Eric W. Elst vid La Silla-observatoriet. Den är uppkallad efter författaren Leonardo Sciascia.
Asteroiden har en diameter på ungefär 10 kilometer och den tillhör asteroidgruppen Nemesis.